# Opisthoxia saturniaria
Opisthoxia saturniaria là một loài bướm đêm trong họ Geometridae.